# Bol'šoj Begičev
Bol'šoj Begičev (in russo Большой Бегичев, Grande Begičev in italiano) è un'isola russa situata nel Mar Glaciale Artico.
Politicamente fa parte della repubblica autonoma russa di Sacha-Jacuzia sebbene disti pochissimi chilometri dal Territorio di Krasnojarsk.

## Geografia e clima
L'isola è situata a settentrione del Circolo polare artico nel golfo della Chatanga nel Mare di Laptev, un mare interno al Mare Glaciale Artico. Dista 9 km dalla penisola di Nordvik (полуостров Нордвик, poluostrov Nordvik). L'isola è la più grande nell'arcipelago del golfo della Chatanga, infatti, Preobraženija (a nord) e Malyj Begičev (a sud), sono nettamente più piccole rispetto a Bol'šoj Begičev.
Misura 61 km di lunghezza e 57 km di larghezza, per una superficie totale di 1.763,7 km². L'altezza massima è di 198 m s.l.m.

Il territorio collinare nella parte centrale e pianeggiante nel resto dell'isola. Sono presenti numerosi laghi, soprattutto a nord-ovest e nord-est, e a sud-ovest sulla penisola Olenij (п-ов Олений). Ci sono anche alcuni fiumi, il maggiore dei quali è la Ilistaja (Илистая), lunga circa 34 km.
L'isola deve il nome all'esploratore russo Nikifor Alekseevič Begičev, che la scoprì nel 1908.

### Clima
Il clima è di tipo glaciale e rende l'isola inabitabile per quasi tutto l'anno poiché le temperature scendono di molto sotto lo zero per molti mesi all'anno. Il mare che bagna l'isola si ghiaccia durante l'anno nei mesi freddi rendendo così impraticabile la navigazione e la pesca.

### Flora e fauna
L'isola è coperta dalla vegetazione tipica della tundra (muschi e licheni). Sono presenti volpi artiche, cervidi e, lungo le coste, trichechi.

## Popolazione
La popolazione varia durante l'anno da 0 a 2 poiché gli edifici presenti sull'isola sono pochi e gran parte abbandonati e la popolazione è costituita solamente da personale scientifico addetto alla ricerca.